# ロールちゃん
ロールちゃんは、山崎製パンが製造販売する洋菓子。手軽なハンディタイプのロールケーキで、外装の袋には「ロールちゃん」と呼ばれるウサギに似た耳の長い生き物の絵が描かれている。
中身のロールケーキの長さは、25cmほど。

## フレーバーおよびキャラクター一覧

### 定番フレーバー
いずれも2007年夏に発売。
- ホイップクリーム（シロールちゃん）

クロールちゃんと双子の女の子。ぼんやりするのが好き。食いしん坊。あまり派手な行動は好まず、普通に穏やかに暮らしたいと思っている。ふきだしの台詞は「ながーいよ。」「つれてって♡」
- チョコクリーム（クロールちゃん）

シロールちゃんと双子の男の子。やんちゃでいたずらっこ。好きな食べ物はバナナ。水泳が得意で、遠泳大会ではいつも一等になっている。ふきだしの台詞は「ながーいよ。」

### 期間限定
この他に期間および地区限定で以下のフレーバーが登場。
- イチゴクリーム（いちごロールちゃん）2007年秋・2008年秋～2009年2月28日、2011年冬・2012年冬・2016年冬

シロールちゃんたちのいとこで、柚子ロールちゃんとみかんロールちゃん夫妻の次女。めんどうみのよいやさしい女の子。寒いからほっぺが赤い。手芸が得意。2007年のマフラーはボーダーであったが、2008年秋季・冬季限定ではマフラーの柄が水玉になっている。2009年には、大物のセーターに挑戦。2011年には、マフラーの柄がうさぎになっている。2012年には、マフラーの柄がいちごになっている。2012年版は生地もピンク色になった。ふきだしの台詞は「いまだけよ♪」「いまだけよ♥」 2016年には、マグラーの柄がボーダーに戻っている。ふきだしの台詞は「いまだけよ♥」「みんなで食べよ～♪」
- 春色桜（桜ロールちゃん）2008年1月

小倉ロールちゃんの妹。からだ全体がピンク色。ロール村学校に通う、シロールちゃん達のお友達。ちょっとおませな女の子。密かに思いを寄せる人がいるらしい。いつも眠そうだねと言われるが本人はそうでもない。
- 抹茶（じーじロールちゃん）2008年3月～4月・2009年3月～

シロールちゃんとクロールちゃんの祖父。ばーばロールちゃんに何を言われても怒らない。とても優しいじーじロールちゃん。趣味は孫との散歩と盆栽。朝食は4枚切りのトーストを食べるのが日課。畳の掃除は茶がらでやるのが一番と思っている。ふきだしの台詞は「いまだけじゃ。」
- 紅茶（ママロールちゃん）2008年5月～・2009年5月～

シロールちゃんとクロールちゃんの母親。気は強くてしっかり者。だけど涙もろい。得意の料理でパパロールちゃんの心を掴んだ・・・らしい。専業主婦を楽しんでいる。うわさ話好き。
- 木苺（木苺ロールちゃん）　2008年7月

シロールちゃんたちのいとこで、柚子ロールちゃんとみかんロールちゃん夫妻の三女。かわいいものが大好きでおしゃまな女の子。好きな色はピンク色。大きくなったら、姉妹でお洋服屋さんをひらくのが夢。愛用のおしゃれな自転車で移動するのが好き。
- マロン　（マロンロールちゃん）2008年9月･2009年9月。

シロールちゃんたちのおじさんで、ラムロールちゃんの夫。別名は『マロン･R･画伯』。で絵を描くことが大好き。ロール村学校の美術の先生。趣味は素敵な風景を求めて、旅をすること。現在はひげを生やしているが、2008年の登場時は生えていなかった。
- パンプキン（パンプキンロールちゃん）　2008年10月

ロール村学校に通うシロールちゃんたちのおともだち。コスプレ好きでお祭りも大好き。ちょっぴりイタズラ好きな女の子。かぼちゃ料理が得意。
- 濃厚ミルククリーム（ミルクロールちゃん）　2009年1月～

牛の着ぐるみを着ている。白黒はっきりさせたいタイプ。うし柄が大好きで、お部屋の中は、うし柄の模様だらけ♪ふきだしの台詞は「いまだけモ～」
- レアチーズ/ミックスベリージャム入り（レアチーズロールちゃん）2009年7月～

シロールちゃんたちのいとこで、柚子ロールちゃんとみかんロールちゃん夫妻の長女。眼鏡をかけた女の子で、常にカメラを片手にお出かけしている。カフェ巡りや旅行を楽しみ、出先で撮影した写真を自身のブログにアップしている。実はお笑いも好きだったり。
2010年にはtwitterにはまっている。
- 生キャラメル(キャラメルロールちゃん)　2010年1月

虎年に合わせて虎の着ぐるみを着ている。ロール山に住んでいる。家電に詳しく、アキバ大好き♪だじゃれも好き。肉食系女子。
ツルちゃんと仲が良く、ロールケーキのレシピを教わっている。
- スイートポテト（おいもロールちゃん）2010年9月～

パンプキンロールちゃんの弟。姉とゲームをして遊ぶのが好き。初対面の人にははにかんでしまうシャイボーイ。
帽子をかぶっていて、ほっぺにはそばかすがある。
- バナナヨーグルト（バナナロールちゃん）2011年7月～

シロールちゃんの文通ともだち。南国ロールアイランドに住んでいる。ダンスが上手。木のぼりが得意。しっぽの長い、おサルのサルサルと仲良し。
- 秋の収穫祭（秋ロールちゃん）　2011年9月～

ロール村に秋を運ぶ秋の妖精。
ほんのりかぼちゃ味のスポンジに栗つぶ入りスイートポテトクリームを巻き込んだ秋らしいロールちゃん。
パパロールちゃんの食べすぎを心配している。
マロン.R画伯作『秋』に登場する。
妖精なので自由に空を飛べちゃう。
ちょっとした魔法が使えて、りんごをお芋の味に変えたりしてイタズラすることもある。
- ダブルチーズ（チーズロールちゃん）　2011年11月～

笑顔が素敵なロールカフェの人気シェフ。
確かな腕で人気メニューがたくさん！
さわやかなチーズロールスマイルは癒し効果もあるとか、ないとか。
一緒に働くりんごロールちゃんとはとても仲良し。いいコンビ。
- ホイップクリーム＆ザクザクチョコ（特別ロールちゃん）　2011年11月1日～11月11日

お姫様のシロールちゃんと、王子様のクロールちゃんの2種類のパッケージ。
2011年11月11日を記念して作られた特別なロールちゃん。
水玉模様のスポンジ生地（たまご風味＆ココア風味）に、ざくざく食感のチョコが入ったコクのある特別なホイップクリーム入り。
定価210円と、通常より高い価格設定となっている。
- ティラミスロールちゃん　2012年5月1日～

ココア風味のスポンジに、コーヒーゼリーとなめらかなマスカルポーネチーズ入りクリーム。お客様アンケートで第一位になり、商品化された。
派手なパフォーマンスで人気のロックンローラー。
代表曲「I'm No1」は「ファンが選ぶ100曲」で1位を獲得！
パフォーマンスだけでなくファッションリーダーとしても若者の支持を集めている。
チアロールちゃんもティラミスロールちゃんの大ファン。
どうやら外国人らしいが、彼女の素性は謎のベールに包まれている。
- 白いクリーム（ピースロールちゃん）　2012年7月1日～

夏の飲料の代表「カルピス」を混ぜた生地に「カルピス」を使用したクリームを巻き込んだ、さっぱりとした後味の夏向けのロールちゃん。
「カルピス」を飲むことが日課になっている。
ラブ＆ピースがモットー。
ピースポーズにはこだわりがあるらしい。
水玉模様が大好き。
図書館で働く、本好きなおねえさん。
- 2色のおいも（おいもロールちゃん）　2012年9月1日～

ソフトなスポンジにさつまいもクリームと南九州産のむらさきいもを使用した餡を巻き込んだ2種類のお芋の味が楽しめるロールちゃん。
おねえちゃんのパンプキンロールちゃんとは、日々ゲーム対決をしている。
- チョコバナナ（バナナロールちゃん）　2013年5月1日～

プレーンとチョコのストライプ模様のスポンジに、削りチョコを混ぜ込んだバナナクリームを巻き込んだロールちゃん。
シロールちゃんとは文通ともだち。
- トロピカルフルーツ（トロピカルロールちゃん）　2014年6月1日～

オレンジ色の水玉を飾ったスポンジで、マンゴー、パッションフルーツ、パイナップルのミックスジャムを混ぜ込んだクリームを巻いた、夏にぴったりな甘酸っぱく南国気分を味わえるロールちゃん。ふきだしの台詞は「いまだけだぜ。」
南国ロールアイランドに住む、ロールアイランド・フルーツショップの店長。クロールちゃんのSNSともだち。あの子に贈るオリジナルラブソングをウクレレで練習中。ちょいワルに見えるが、本当はシャイでお人よし。

### 東日本地区限定
- 山ぶどうゼリー（チアロールちゃん）　2011年6月～

被災地応援ロールちゃん。岩手県は全国約７割の「山ぶどう」の生産地なの。「山ぶどう」は岩手の済んだ空気、水、土が育み、初夏の冷涼な気候によって熟成された果実なのよ。ふきだしの台詞は「食べて応援よ！」
- 蔵王産牛乳入りクリーム（チアロールちゃん）　2012年1月～

被災地応援ロールちゃん。空気がきれいな宮城蔵王高原で元気に育った乳牛から搾った牛乳で仕込んだホイップクリームを使っている。ふきだしの台詞は「食べて応援よ！」

### 関東地区限定
- コーヒークリーム（パパロールちゃん）　2008年春・2009年3月～

ロールちゃんとクロールちゃんの父親。家族を愛するサラリーマン。今話題のメタボ予備軍。いつも家族の写真を持ち歩いているマイホームパパ。甘めのコーヒーが好き。普段はおっとりしているが、やるときはやる頼れるパパ。ふきだしの台詞は「ながーいぞ。」
- つぶつぶりんご（りんごロールちゃん）　2010年9月～

ロールカフェの店員。お酒に強い。日本酒党。学生時代は手芸部部長。ガーリーなものが好き。マラソンや登山も好きな、頼れるおねえさん。
- きなこクリーム（きなこロールちゃん）　2013年10月～

大東文化大学「大豆のアジア学」専攻の女子学生と共同企画したロールちゃん。
ふんわりとした黒糖風味のスポンジに、きなこクリームを巻き込んだロールケーキ。ゆずロールちゃんの息子。おだやかでお人よし。甘えんぼ。伝統芸能に興味があり、雅楽奏者を夢見ている。ふきだしの台詞は「ながーいね。」

### 東海地区限定
- 小倉（小倉ロールちゃん）

スピードとスイーツを愛するイケメンレーサー。ふきだしの台詞は「でら．ながい！！」
「レースの後のロールケーキは最高だね」が口癖。さくらロールちゃんのお兄さん。
- メロン（メロンロールちゃん）

またの名をメキシコ帰りの覆面レスラー、『メロメロン』。必殺技は耳四の字固め。私生活は謎に包まれている。
- サンフルーツ（新甘夏/サンフルーツロールちゃん/みかんロールちゃん)

シロールちゃんたちのおばさん。ママロールちゃんのお姉さん。柚子ロールちゃんの妻で、3人娘（レアチーズ・いちご・木苺）のおかあさん。のんびりしているが働き者らしく、農園で働いている。美白に気をつかっている。
2009年8月に一ヶ月間の限定リリースで、三重南紀農協とのコラボレート商品。発売時、なぜかヤマザキの公式HPには載らなかった。
三重県産新甘夏ペースト入りクリーム使用。ふきだしの台詞は 「わりながいなー」
- マイヤーレモン(レモンロールちゃん)　2010年7月

ロール村学校に通う、シロールちゃんたちのお友達。スポーツ万能で、特にサッカーが得意。試合の時食べるはちみつレモンが大好き。吹き出しの台詞はサンフルーツと同じく「わりながいなー」
- メープル(メープルロールちゃん)　2013年8月

ロール村学校に通う、シロールちゃんたちのお友達。夢は、世界の料理を食べつくすこと。オーバーオールがトレードマーク。こう見えて運動は得意。機敏な動きを時々披露する。

### 関西地区限定
- ラムレーズン（ラムロールちゃん）2008年3月

シロールちゃんたちのおばさん。ママロールちゃんの妹で、マロンロールちゃんと夫婦。実はお酒に弱い。バニーガールのコスプレをしている。旅行好き。ふきだしの台詞は「ながーいで。」
- 柚子(柚子ロールちゃん)

シロールちゃんたちのおじさん。みかんロールちゃんの夫で、3人娘のおとうさん。日本のわび・さびを愛している。趣味は茶道・華道・日本舞踊で関西出身のええとこのぼんぼん。和服を着て扇子を手にしている。元気のいい奥さんと、チャキチャキ娘を遠くから見守っている。
- プリン風味（プリンロールちゃん）2009年3月～

ロール村学校に通う、シロールちゃん達のお友達。サファリルックを着用し虫眼鏡を装備。探検だいすき。観察だいすき。愛読書は“ファーブル昆虫記”。秀才で物知り。大きくなったらプリンをお腹いっぱい食べるのが夢。自然の中で、虫めがねを片手に1日中過ごしている。

### 中四国地区限定
- ピーチ（ピーチロールちゃん）2009年6月～

犬と雉と猿を友達に持つ、お年寄りに優しい正義の味方。ふきだしの台詞は「でぇーれー、なげーよー。」（岡山弁）。
ロール一族のご先祖様。正義感にあふれ、強くて心やさしい。
- 蒜山ジャージー牛乳入りクリーム(ミルクロールちゃん)　2010年7月～

牛の着ぐるみを着たロールちゃん。ロール山に住んでいる。緑の野山を駆け回るのが大好き。けっこうアクティブ。まだまだちびっこロールちゃん。
体の色は茶色で性格はおとなしくとても人なつっこい。
- カフェラテ風味（パパロールちゃん）　2012年1月～

ソフトなスポンジにコーヒークリームと蒜山ジャージー牛乳入りのクリームを2層で巻き込みカフェラテ風味に仕上げたロールちゃん。
- コーヒーゼリー＆ホイップ（パパロールちゃん）　2012年10月1日～

### 九州地区限定
- マンゴー（ばーばロールちゃん）

シロールちゃんとクロールちゃんの祖母。おしゃれ大好き。つけ毛をしている。「歳はとってもバッグはシャ○ルよっ」が口癖。フルーツ大好き。通販大好き。プロレスも好き。謎のレスラー・メロメロンのファン。九州出身。ふきだしの台詞は「ながーいと。」
- あまおう苺ジャム＆ホイップ（いちごロールちゃん）　2012年9月1日～

いちご風味のスポンジに福岡県産あまおう苺のジャムとホイップクリームを巻き込んだ苺風味豊かなロールちゃん。
水玉模様のスカーフを巻いている。

## パッケージ
ホイップクリームとチョコクリームの外装に書かれているロールちゃんは「ながーいよ。」と言っているのに対し、期間限定のフレーバー（ex.イチゴクリーム、木苺など）の外装に書かれているロールちゃんは「いまだけ♪」と言っている。
2007年12月、ホイップクリームとチョコクリームの外装の袋がクリスマスバージョンの絵柄になり、ホイップクリームのロールちゃんはサンタクロース、チョコクリームはトナカイに扮している。どちらとも「メリクリ♪」と言っている。
2008年7月、ホイップクリーム（観察日記編、夏祭り編、ハイキング編、旅行編）とチョコクリーム（夏祭り編、水泳編、肝だめし編、虫とり編）各4種類の夏休み限定パッケージが発売された。
2009年7月、ホイップクリーム（アイドル、花屋さん、看護士、ケーキ屋さん）とチョコクリーム（博士、野球選手、電車の運転手、消防士）各4種類の夏休み限定パッケージが発売された。
2010年1月、ロールちゃんに着てほしい洋服のデザインを募集し、選ばれたものを着たロールちゃんのパッケージが発売された。 
2010年7月、ホイップクリーム（フランス、オランダ、韓国、ブラジル）とチョコクリーム（日本、イギリス、メキシコ、アメリカ）各4種類の夏休み限定パッケージが発売された。
人気投票の結果、順位は１位からイギリス、フランス、日本、オランダ、メキシコ、韓国、アメリカ、ブラジル。
2011年7月、ホイップクリーム（テニス部、美術部、バレー部、吹奏楽部）とチョコクリーム（バスケ部、野球部、水泳部、剣道部）各4種類の夏休み限定パッケージが発売された。
2012年7月、ホイップクリーム（フランス×サッカー、ロシア×シンクロ、中国×新体操、イギリス×テニス）とチョコクリーム（アメリカ×バスケ、ブラジル×バレー、日本×柔道、タイ×ボクシング）各4種類の「世界×スポーツ」夏休み限定パッケージが発売された。
2013年7月、夏休みin山・海をテーマに、ホイップクリーム4種（山）、チョコクリーム4種（海）の夏休み限定パッケージが発売された。
2014年7月、ロールアイランドをテーマに、ホイップクリーム2種（ウクレレ、ダイビング）、チョコクリーム2種（マリン、イルカ乗り）の夏休み限定パッケージが発売された。